# Gypsy (serie televisiva)
Gypsy è una serie televisiva thriller psicologica statunitense creata da Lisa Rubin per Netflix. Naomi Watts interpreta Jean Holloway, una psicologa che si infiltra segretamente nella vita privata dei suoi pazienti. Billy Crudup recita nel ruolo di suo marito Michael. La prima stagione comprende 10 episodi ed è stata rilasciata il 30 giugno 2017.

## Trama
Segue la vita di Jean Holloway, una rinomata psicologa che vive a New York con suo marito Michael e la loro figlia. Dietro la facciata di una vita di successo e di un matrimonio felice, Jean si sente insoddisfatta e intrappolata. 
La sua noia esistenziale la spinge a infrangere le regole della sua professione e a sviluppare relazioni intime e clandestine con persone che fanno parte della vita dei suoi pazienti. Una di queste relazioni è con Sidney, l'ex fidanzata di uno dei suoi pazienti, che Jean frequenta sotto lo pseudonimo di "Diane". 
Mentre Jean si addentra sempre più in questo mondo oscuro, le sue azioni iniziano a creare caos e a mettere a rischio non solo la sua carriera, ma anche le sue relazioni personali e familiari. La serie esplora i temi della manipolazione, della doppia vita, dell'identità e della ricerca di autenticità, mentre Jean cerca di trovare un significato nella sua esistenza, confrontandosi con le conseguenze delle sue scelte. 
La narrazione si sviluppa attraverso la prospettiva di Jean, mostrando le sue ambiguità morali e le sue insicurezze nascoste, e rivelando come le sue azioni abbiano un impatto su tutti coloro che la circondano.

## Episodi
| Stagione       | Episodi | Pubblicazione USA | Pubblicazione Italia |
| -------------- | ------- | ----------------- | -------------------- |
| Prima stagione | 10      | 2017              | 2017                 |

## Personaggi e interpreti

### Personaggi principali
- Naomi Watts nel ruolo di Jean Holloway, PhD, una psicologa clinica con sede a New York City, che oltrepassa i confini personali e professionali mentre inizia a sviluppare relazioni con persone vicine ai suoi pazienti, sotto lo pseudonimo di Diane Hart
- Billy Crudup nel ruolo di Micheal Holloway, marito di Jane e socio di Cooper, Woolf & Stein
- Sophie Cookson nel ruolo di Sidney Pierce, una donna attraente e manipolatrice che fa parte di una band, i Vagabond Hotel; lavora anche come barista, è l'ex fidanzata di Sam, e si innamora di Jean
- Karl Glusman nel ruolo di Sam Duffy, un giovane che non riesce a superare la rottura con la sua ex ragazza, Sidney. È uno dei pazienti di Jean
- Poorna Jagannathan nel ruolo di Larin Inamdar, una terapista divorziata e migliore amica e collega di Jean
- Brooke Bloom nel ruolo di Rebecca Rogers, la figlia separata di Claire
- Lucy Boynton nel ruolo di Allison Adams, un'ex studentessa universitaria dipendente dalla droga ed è una delle pazienti di Jean
- Melanie Liburd nel ruolo di Alexis Wright, l'assistente personale di Michael (PA), di cui Jean diffida
- Brenda Vaccaro nel ruolo di Claire Rogers, la madre nevrotica di Rebecca che è ossessionata dalle scelte di vita della figlia adulta ed è una paziente di Jean

### Personaggi ricorrenti
- Kimberly Quinn nel ruolo di Holly Failteson
- Edward Akrout nel ruolo di Zal
- Blythe Danner nel ruolo di Nancy, la madre di Jean
- Frank Deal nel ruolo di Gary Lavine
- Shiloh Fernandez nel ruolo di Tom
- Evan Hoyt Thompson nel ruolo di Frances

## Produzione
Nel gennaio 2016 Netflix annunciò di aver ordinato la serie. Nel febbraio 2016 venne annunciato che Sam Taylor-Johnson avrebbe diretto i primi due episodi e sarebbe stata produttrice esecutiva della serie. Nell'agosto 2017 venne annunciato che la serie era stata cancellata da Netflix.

### Casting
Nell'aprile 2016 venne annunciato che Naomi Watts sarebbe stata la protagonista della serie, e nell'agosto seguente Billy Crudup entrò nel cast nei panni di suo marito. Nello stesso mese si unì al cast Sophie Cookson. Nel settembre 2016 entrarono nel cast Melanie Liburd, Brenda Vaccaro e Poorna Jagannathan. Nell'ottobre 2016 entrarono nel cast Brooke Bloom nel ruolo di Rebecca e Lucy Boynton nel ruolo di Allison.

### Riprese
La serie venne girata a New York a partire da settembre 2016.

## Distribuzione
La serie è stata interamente distribuita sul servizio di video on demand Netflix il 30 giugno 2017, in tutti i territori in cui il servizio è disponibile.